# 季友
季友（きゆう、生年未詳 - 前644年）は、魯の公子、政治家。第15代君主桓公の四男。姓は姫、諱は友、諡は成。魯の実質的実権を握った三桓氏の内の季孫氏の祖。成季、もしくは季成子と呼ばれる。

## 生涯

### 公室の柱石
魯（現：中国山東省南部）の第15代君主桓公の四男として生を受け、嫡兄で第16代君主荘公の重臣となり、他の兄弟の慶父（共仲）・叔牙（僖叔）と共に代々三桓氏として魯の実権を握った。
季友の名は、誕生時、掌線に（篆書の）「友」の字が見えたことに由来する。更に、その際の占いで「公室の柱石を担う人で、彼がいなければ魯は栄えない」と極言される。
存命中の前669年・前667年に母の故郷である陳を訪問し、親交を深める。また、前662年には、三兄の叔牙が、当時危篤だった荘公の後継として次兄の慶父を擁立する動きを見せたのに対し、季友は叔牙に毒の入った酒を盛って自害に追い込み、自らの地位を確立した。

### 亡命
前662年8月5日に荘公が没し、第17代君主の座に荘公の子である公子斑を擁立するが、魯公となった子斑を慶父が殺し、その異母弟の公子啓（後の閔公）を擁立したため、季友は陳に一時亡命することとなった。その後、閔公が斉の桓公に季友を魯に帰国させる事を訴え、桓公はこれを承諾し、季友は帰国した。その際、閔公自ら季友を迎えに来たことから、季友は閔公からも絶大な信頼を得ていたことがうかがえる。しかし、前660年に魯公の座を狙っていた慶父が閔公も暗殺した為に、季友は公子申（後の第19代君主僖公）と共に今度は別の隣国の邾に亡命することとなった。

### 宰相へ
しかし、慶父は2代続けて魯公を弑殺したことで魯の大夫の支持を失い、隣国莒へと亡命したため、季友は公子申と共に帰国を果たし、彼を魯公として擁立する。その後強制送還された慶父を自害に追い込んだ後に、公子申こと僖公から魯の宰相に任ぜられた。そして、斉との友好に尽力し、魯公の座をめぐり混乱した魯の国勢を建て直した。
前644年3月に魯で生涯を終えた。死後、「成」を諡され、成季、あるいは季成子と呼ばれる。なお、子の季孫無軼は季友に先立って病没したため、孫の季孫行父（季文子）が季友の後を継いだ。季友の子孫は季孫氏として、三桓氏の中で最も隆盛を誇った。